# 李孟恩
李孟恩（Lee Meng-En，2001年7月3日—）是台灣男子跆拳道運動員，就讀於國立體育大學。

## 生平
李孟恩國小為武漢國小籃球校隊的一員，國小畢業後選擇就讀仁和國中，因為身材出眾因此被仁和國中跆拳道教練游旺鈺邀請加入跆拳道隊，國二開始連兩年取得全中運金牌。高中就讀跆拳道名校平鎮高中，高中三年期間參加全中運取得男子87公斤級以上三連霸。大學就讀國立體育大學，獲選中華台北代表隊參加2019年拿坡里世大運。

## 國際賽經歷
- 2015年，參加亞洲少年跆拳道錦標賽在65公斤級獲得金牌[3]。
- 2018年，參加2018年青少年奧運會，最終在男子73公斤級金牌戰不敵伊朗選手赫斯拉維獲得銀牌[4]。
- 2019年，參加2019年拿坡里世大運與劉威廷、何嘉欣與侯光武共同獲得男子團體銅牌[5]。
- 2019年，參加越南亞洲跆拳道賽獲得男子87公斤級金牌[6]。
- 2023年，參加杭州亞運跆拳道賽獲得男子80公斤級以上銅牌[7]。

## 外部連結
- 李孟恩在TaekwondoData.com（英语）